# Razdólnoie (Kémerovo)
Razdólnoie - Раздольное (rus) - és un poble de l'óblast de Kémerovo, a Rússia, que en el cens del 2010 tenia 68 habitants, pertany al districte de Mariïnsk.